# Đồng Lê
Đồng Lê là xã của tỉnh Quảng Trị, Việt Nam.

## Địa lý
Thị trấn Đồng Lê nằm ở trung tâm huyện Tuyên Hóa, khá gần sông Gianh, có vị trí địa lý:
- Phía đông và phía nam giáp xã Sơn Hóa
- Phía tây giáp huyện Minh Hóa
- Phía bắc giáp xã Lê Hóa và xã Thuận Hóa.

Thị trấn Đồng Lê có diện tích 10,72 km², dân số năm 2019 là 6.071 người, mật độ dân số đạt 566 người/km².
Quốc lộ 12A chạy qua thị trấn Đồng Lê. Trên địa bàn thị trấn còn có ga Đồng Lê thuộc tuyến đường sắt Bắc - Nam.

## Hành chính
Thị trấn Đồng Lê được chia thành 9 tổ dân phố: 1, 2, 3, 4, Đồng Tân, Đồng Văn, Lưu Thuận, Tam Đồng, Tân Lập.

## Lịch sử
Thị trấn Đồng Lê được thành lập vào năm 1999 trên cơ sở một phần diện tích tự nhiên và dân số của xã Lê Hóa.
Ngày 16 tháng 6 năm 2025, Ủy ban Thường vụ Quốc hội ban hành Nghị quyết số 1680/NQ-UBTVQH15 về việc sắp xếp các đơn vị hành chính cấp xã của tỉnh Quảng Trị năm 2025. Theo đó, sắp xếp toàn bộ diện tích tự nhiên, quy mô dân số của thị trấn Đồng Lê, xã Kim Hóa, xã Lê Hóa, xã Thuận Hóa, xã Sơn Hóa thành xã mới có tên gọi là xã Đồng Lê.

## Giao thông
- Quốc lộ 12A - Đường Hùng Vương
- Quốc lộ 12C
- Lý Thường Kiệt
- Trần Hưng Đạo
- Trường Chinh
- Trần Phú
- Lý Thái Tổ
- Quang Trung
- Lê Lợi
- Lê Hồng Phong
- Ngô Quyền
- Phan Bội Châu
- Nguyễn Văn Cừ
- Võ Nguyên Giáp
- Huỳnh Thúc Kháng
- Lê Trực
- Hoàng Sâm
- Phan Châu Trinh
- Nguyễn Viết Xuân
- Nguyễn Văn Tấn
- Bà Triệu
- Hàm Nghi
- Lê Hữu Trác
- Hai Bà Trưng
- Lê Duẩn
- Tôn Đức Thắng
- Nguyễn Trãi
- Võ Văn Kiệt
- Mẹ Suốt
- Đào Duy Từ
- Phạm Văn Đồng
- Trần Phước Yên
- Nguyễn Hữu Cảnh.